# حقل الروضتين
حقل الروضتين، حقل نفطي ومائي يقع في شمال الكويت و تحديدًا في منطقة الروضتين اكتُشِفَ عام 1955م ثم اكتُشِفَ الحقل المائي بالصدفة عام 1960م أثناء التنقيب عن النفط. ويغطي حقل الروضتين مساحة 50 كيلو متر مربع.

## حقل الروضتين النفطي
يضم حقل الروضتين النفطي 6 مليارات برميل من النفط اكتُشِفَ عام 1955م وتم استغلاله عام 1960م.

## حقل الروضتين المائي
حقل الروضتين أكبر مخزون للمياه في الكويت وأقدم الحقول المائية التي تتميز بخواص معدنية. تتميز منطقة الروضتين بظواهر جيولوجية، حيث يتكوّن هذا الحقل من ضمن تكوين الدبدبة في مجموعة الكويت الجيولوجية ويقدر عمره بين أربعة إلى خمسة ملايين سنة، وتمتاز آبار الروضتين بمياهها الطبيعية النقية المعدنية الخواص التي تجمعت عبر ملايين السنين من مياه الأمطار والسيول والشعاب.
اكتُشِفَ الحقل عندما كان يشق طريق الكويت-العبدلي في بداية الستينات، فوجد بأن مياهه عذبة صالحة للشرب، وللتأكد من غزارة المياه استمر الضخ لمدة عشرة أسابيع وبشكل متواصل وبمعدل ربع مليون جالون يوميًا، فلوحظ عدم ارتفاع نسبة الملوحة، ولم ينخفض مستوى الماء في البئر.
وقد ثبتت جودة المياه بعد أن قامت وزارة الكهرباء والماء ووزارة الصحة العامة بعمل تحاليل، وكذلك بعد أن قامت شركة سان بلجرينو الإيطالية وشركة إيفان الفرنسية، وكذلك المؤسسة العامة الفرنسية للمياه المعدنية -فيتيل- وقد ثبت من خلال نتائج التحاليل تطابق اشتراطات الكويت ومنظمة الصحة العالمية والمواصفات العالمية لجودة المياه، ووفقًا لهذه النتائج بدأ في عام 1985م بالاستثمار في الحقول، فتم تأسيس شركة تعبئة المياه المعدنية في حقول الروضتين لتنفيذ وتطوير إدارة المشروع.
بدأت أولى عمليات الضخ في 19 سبتمبر 1962م، وقد قدر المخزون المائي بنحو أربعين مليون جالون، وقدرت الطاقة الإنتاجية لحقل الروضتين مليون ونصف مليون جالون من الماء يوميًا في الحالات الاعتيادية وبالإمكان زيادة الإنتاج إلى ثلاثة ملايين جالون في اليوم عند الحاجة. ومنذ عام 1983م تشرف شركة تعبئة مياه الروضتين على التسويق التجاري للحقل المائي.

## حادثة الروضتين
في أواخر شهر يناير 2002 حدث انفجار في المنشئات النفطية في حقل الروضتين النفطي، وقد قامت شركة نفط الكويت في 18 ديسمبر 2002 بتوقيع عقد بقيمة 237 مليون دولار أمريكي لإعادة إعمار المنشئات النفطية المدمرة ، ومن أسباب حدوث هذه الحادثة هي حدوث التآكلات في الأنابيب المعدنية المستخدمة في نقل ومعالجة النفط الخام ، وقد توفي في هذه الحادثة رجل إطفاء ، وقد عاد الإنتاج في الحقل بعد ستة أيام من الحادثة، وكانت الخسائر بلغت 500 مليون دينار كويتي غطتها بوليصة التأمين ، وبعد هذه الحادثة قدم وزير النفط الكويتي عادل الصبيح استقالته من الوزارة ، وكانت الحصيلة النهائية لهذه الحادثة هو حدوث أربعة وفيات و19 إصابة.